# معركة الدهيشة (1948)
دارت معركة الدهيشة بين قوات صهيونية من هاجاناه وقوات من جيش الجهاد المقدس في 28 مارس 1948. حيث كمن الفلسطينيون لمجموعة صهيونية عائدة من مستوطنة "كفار عتسيون"، ومع بداية المعركة استطاع الفلسطينيون توجيه ضربة قوية للقافلة، فتدخل الإنجليز. بعد حصار دام 36 ساعة توقفت المعركة وكانت حصيلتها 15 قتيلاً من عسكر القافلة و50 جريحاً و3 مصفحات و 8 باصات و30 سيارة سجن و170 بندقية وعدد كبير من الأعتدة. وقعت المعركة في منطقة الدهيشة وبرك سليمان في منطقة بيت لحم.

## التاريخ
ترصد قوات جيش الجهاد المقدس قافله صهيونية مكونه من 100 سيارة شحن و 19 مصفحة وجرافة و 5 حافلات تحمل عناصر الهاجاناه، ومحملة بالعتاد والسلاح متوجه من القدس لمنطقة كفار عصيون في بيت لحم، وكانت تحرت حراسة الهاجاناة. وصلت معلومات تفيد بأن القافله ستعود للقدس في اليوم التالي، فنصبت جيش الدفاع الكمائن وزرعت الألغام وإحتشد قوات الجيش تحت قيادة كامل عريقات نائب قائد قوات الجهاد المقدس لقطع طريقة عودتها في منطقة الدهيشة وبرك سليمان.
عند وصول القافلة لمنطقة الكمين إنقض قوات جيش الجهاد عليها من جميع الجهات وأطبقوا حصارها، حاولت إحدى المصفحات الهاجاناه فتح الطريق بالقوة فتصدى له الشهيد يوسف الرشماوي بقنبلة يدوية شلت حركتها. ثم حاولوا عناصر الهاجاناه بالهروب، وتحصنوا فعلا في بناية النبي دانيال.
وفي صباح اليوم التالي حاول قائد الجيش البريطاني الكولونيل هاربر التقدم لمساعدة أفراد الهاجاناه، فتصدى لهم قوات الجيش وفجروا الألغام فيها، فرجع للقدس، ثم عاد هاربر برفقة الصليب الأحمر في محاولة لتوصل لإتفاق مع قوات الجيش.
بعد مشاورات مع أمين الحسيني وافق كامل عريقات على السماح للصليب الأحمر بنقل أفراد العصابات الصهيونية للقدس بشرط إلقاء السلاح، وتسليم المصفحات.

## النتيجة
إستشهد ثلاث من قوات جيش الجهاد، وقتل 15 من عصابات الهاغاناه، كما غنم جيش الجهاد المقدس 3 مصفحات، و9 سيارات و 30 حافلة، وكميات كبيرة من السلاح. ونتيجة لذلك أنتصر فيها العرب على اليهود.